# Klaus Hoffmann
 (décembre 2010).

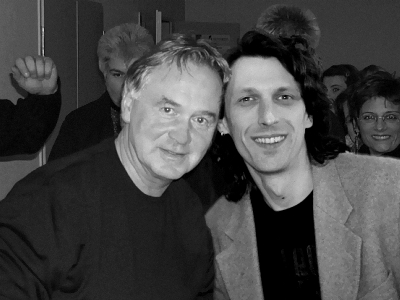
Klaus Hoffmann et Martin Zeuschner.

Klaus Hoffmann, né le 26 mars 1951 à Berlin, est un chanteur, acteur et compositeur allemand.

## Biographie
Klaus Hoffmann a commencé sa carrière comme auteur-compositeur à la fin des années 1960 dans les bars branchés de Berlin. En 1968, il entreprend un voyage en Afghanistan. Il commence, en 1970, une formation d'acteur à l'école d'art dramatique Max Reinhardt de Berlin-Ouest. En plus de sa formation, il travaille beaucoup pour devenir compositeur.
À partir de 1974, Hoffmann reçoit des engagements du Free populaire Stage à Berlin avec comme directeur Kurt Hübner et à Hambourg, du Thalia Theater sous la direction de Boy Gobert. Il joue dans un certain nombre de productions cinématographiques et de télévision comme dans Le Serpent d'Ingmar Bergman ou dans  la Dame aux camélias de Tom Toelle . Hoffmann était connu d'un large public à travers le rôle-titre dans la version cinématographique d'Ulrich Plenzdorf Les nouvelles souffrances du jeune W.. Pour ce rôle, il a reçu le Bambi et la Caméra d'Or du magazine TV HÖRZU excellente.
Son premier album est sorti en 1975. Hoffmann a reçu en 1978 pour ses chansons, Le prix du cabaret allemand de la chanson. En 1979, sa première tournée à guichets fermés en Allemagne et en 1980 le Prix allemand de l'enregistrement pour l'album Westend. 
Depuis août 2001, Hoffman et son amie de longue date, Malene, s'est mariée avec Klaus Steger. ( pas clair du tout  ! ! ! ) La cérémonie a eu lieu au Danemark.
De Reinhard Mey, Hoffmann est un ami proche qui le présente comme son « frère ».
En 2006, Hoffmann reçoit le Prix culturel du tabloïd BZ. Il a demandé dans son discours d'acceptation que les arts et le soutien culturel ne soient pas laissés aux banques.
Klaus Hoffmann vit dans sa ville natale de Berlin et régulièrement, à chaque nouvel album, effectue une longue tournée en Allemagne.
Hoffman est considéré comme l'artiste allemand de premier plan pour interpréter les chansons du chanteur belge Jacques Brel, dont la musique évoque sa libération envers ses parents et la classe moyenne inférieure. Même le premier album d'Hoffman en 1975 contenait déjà des versions des chansons de Brel, Ces gens là (So sind hier die Leute) et Adieu Emile.
Le 9 octobre 2008, à l'occasion du 30e anniversaire de la mort de Jacques Brel, il rejoint la Maison Heinrich à Paris et y joue son programme.
Hoffmann a enregistré à ce jour plus de 30 albums.

## Discographie (LP et CD)
- 1975: Klaus Hoffmann (Album 1975)
- 1976: Was bleibt ?
- 1977: Ich will Gesang, will Spiel und Tanz – Live
- 1978: Was fang ich an in dieser Stadt?
- 1979: Westend
- 1980: Ein Konzert
- 1982: Veränderungen
- 1983: Ciao Bella
- 1984: Konzert ’84* (PROMO EP)
- 1985: Morjen Berlin
- 1986: Wenn ich sing – Live
- 1987: Klaus Hoffmann
- 1989: Es muß aus Liebe sein
- 1990: Live 90
- 1991: Zeit zu leben
- 1993: Sänger
- 1994: Sänger Live
- 1995: Erzählungen
- 1996: Friedrichstadtpalast 20.00 Uhr
- 1997: Klaus Hoffmann singt Brel
- 1997: Brel – Die letzte Vorstellung – Live
- 1998: Hoffmann-Berlin
- 1998: Hoffmann-Berlin - Unplugged (Studio-Demos / limitiert)
- 1999: Hoffmann-Berlin - Live
- 1999: Mein Weg – 12 Klassiker (Neuaufnahmen)
- 2000: Melancholia
- 2001: Melancholia Live
- 2001: Afghana – Eine literarische Reise – Live
- 2002: Insellieder
- 2003: Da wird eine Insel sein – Live
- 2004: Der Mann, der fliegen wollte – Live
- 2005: Von dieser Welt
- 2006: Von dieser Welt – Konzertmitschnitt
- 2006: Wenn uns nur Liebe bleibt – Klaus Hoffmann singt Jacques Brel – Live
- 2008: Spirit
- 2008: Klaus Hoffmann singt Jacques Brel - in Paris
- 2009: Spirit - Live in Düsseldorf
- 2010: Das süße Leben
- 2011: Das süße Leben - Live in Stuttgart (nicht einzeln erhältlich, nur in der Box-Ausgabe von "Mit Freunden")
- 2011: Mit Freunden – Das Geburtstagskonzert zum 60. im Friedrichstadtpalast
- 2012: Berliner Sonntag

## Vidéos et DVD
- 1994: Sänger (VHS)
- 1999: Hoffmann - Berlin (VHS), concert à Hambourg
- 2003: Insellieder (DVD), concert à Mayence
- 2006: Von dieser Welt (DVD), concert à Berlín